# Messiah (Computerspiel)
Messiah ist ein Action-Adventure, der von Shiny Entertainment entwickelt und 2000 von Interplay veröffentlicht wurde. Das Spiel wurde für seine Tessellation-Technologie beworben, die die Anzahl der Polygone je nach Anforderung skaliert.

## Handlung
Der Cherub Bob wird von Gott auf die Erde gesandt, um die um sich greifende Verkommenheit zu bekämpfen. Bob erkennt, dass Satan für die zunehmende Korruption verantwortlich ist.

## Spielprinzip
Der Spieler sieht das Spielgeschehen aus einer Verfolgerperspektive. Er steuert die Spielfigur Bob direkt mit Maus und Tastatur durch die dreidimensional gestaltete Spielwelt. Zu den Spielaufgaben zählen Feuergefechte, kleinere Rätselaufgaben und Sprungeinlagen. In seiner ursprünglichen Gestalt als Cherub ist Bob verletzlich und nicht in der Lage, die Aufgaben zu bewältigen. Er besitzt jedoch die Fähigkeit, jede gewöhnliche Spielfigur der Spielwelt zu übernehmen, indem er in ihren Körper fährt. Dadurch erhält er die Kontrolle über die Figur und ihre Fähigkeiten. Das wird unter anderem für Rätselaufgaben genutzt, in der durch Wechsel des Gastkörpers die Fähigkeiten unterschiedlicher Figuren nacheinander eingesetzt werden müssen.

## Entwicklung
Laut Entwickler Dave Perry habe man Mechaniken aus Joust „gestohlen“. Wie in Joust kann der Charakter in Messiah für eine kurze Zeit fliegen. Abgesehen davon seien die Ähnlichkeiten allerdings dünn. Messiah sollte laut Perry deutlich düsterer werden, als die zuvor von Shiny Entertainment entwickelten Spiele MDK und Earthworm Jim.
Das Spiel zählte zu den Vorreitern der Tessellation-Grafiktechnik. Durch Tessellation können Polygon-Objekte je nach Geschwindigkeit des Systems und den Anforderungen an den Detailgrad in der Gesamtzahl ihrer Polygone erhöht oder verringert werden. Weit entfernte Figuren werden beispielsweise durch eine geringere Polygonzahl dargestellt und beanspruchen weniger Rechenkapazität des Prozessors. Die freigewordenen Ressourcen können stattdessen für andere Berechnungen genutzt werden und wurden im Fall von Messiah zur Verbesserung der grafischen Detaildarstellung genutzt.

## Rezeption
„Das 11te Gebot im Genre lautet: Du sollst einen Multiplayermodus einbauen. Leider wurde es von Shiny nicht beachtet, doch Solisten hat Messiah dafür viel zu bieten. Die Ladezeiten sind so kurz wie der Spaß lang ist, wenn man auf immer neue Knobeleien (meist muss sich der Spieler über mehrere Körper zum Ziel vorarbeiten) und jede Menge Jump & Run-Sequenzen stößt. Wer also keine Probleme mit pseudo-religiöser Thematik in einem teils recht deftigen Actionabenteuer hat, darf getrost die Flügel spreizen und zum nächsten Softshop flattern, um sich das Teil zu besorgen.“

Gemäß dem Autor Erik Bethke verkaufte sich das Spiel in den ersten drei Monaten weniger als 10.000 Mal. Es gilt damit als kommerzieller Misserfolg.
Bereits vor Veröffentlichung des Spiels berichtete die Tageszeitung LA Times über Beschwerden christlicher Gruppierungen wegen der Titelwahl „Messiah“.